# Xenillus longisetosus
Xenillus longisetosus är en kvalsterart som beskrevs av Balogh och Sandór Mahunka 1969. Xenillus longisetosus ingår i släktet Xenillus och familjen Xenillidae. Inga underarter finns listade i Catalogue of Life.